# Höhenkompensator (Fördertechnik)
Ein Höhenkompensator bei Baggern und Kränen ist eine Steuerung, mit der die vertikale Feinbewegung der Greifarme kontrolliert werden kann. 

Auch für moderne Schiffskräne, insbesondere auf Schwergutfrachtern, wurden Höhenkompensationen gegen die Vertikalbewegung der Schiffe entwickelt.